# Dukat (bjerg)
Dukat (serbisk kyrillisk : Дукат) er et bjerg i det sydøstlige Serbien, nær byen Bosilegrad. Dens højeste top Crnook har en højde på 1.881 meter over havets overflade.

## Geografi
Mount Dukat ligger øst for Trgovište og sydøst for Bosilegrad , langs grænsen mellem Bulgarien og Serbien. Den eponyme landsby Dukat ligger nordvest for bjerget. Dukat er omgivet af bjerget Bilirno i sydvest (i Nordmakedonien), ved Liseks mod sydøst (i Bulgarien), og bjerget Patarica mod nordvest ved Milevska planina.